# كلامس
الكَلامِس أو الكُلاميد أو خلاميدوس (باليونانية: χλαμύδος)‏ لباس للرجال يوناني قديم وهو رداء قصير في شكل مستطيل تثقله اوزان في الزوايا

فارس يوناني يرتدي الكلاميد اليونان.

## شرح
كان ثوبًا يستعمل في اليونان القديمة ؛ أو عباءة. استخدم بشكل أساسي من قبل الجنود الينانيين من القرن الخامس إلى الثالث قبل الميلاد. في الأصل، كان يربط عند الخصر، مثل ثوب لتغطية الأعضاء الجنسية، ولكن في نهاية القرن الخامس قبل الميلاد كان يلبس فوق المرفقين. كانت الكلامس في الأساس مستطيل من القماش الصوفي، بحجم البطانية، عادة ما يُثبّت فوق الكتف الأيمن بواسطة دبوس. يمكن ارتداؤه فوق قطعة ملابس أخرى، ولكن غالبًا ما كان يستخدمه الجنود والمرسلين الصغار كملابس فقط. استخدمَه أساسًا الجيش - وربطه حول الذراع كان يمكن استخدامه كـ «درع» خفيف في القتال. استمر استخدامه خلال الفترة البيزنطية، عندما كان عمومًا أكبر بكثير، وكان يرتدي من جانب إلى آخر مع حزام على الكتف ويكاد يلامس الأرض في الأمام والخلف.